# Deep Blue
A Deep Blue az IBM által körülbelül 20 millió dolláros költséggel kifejlesztett számítógép, amely sakkjátékban 1997-ben egy szabályszerű hatjátszmás páros mérkőzésen New Yorkban 3,5-2,5 arányban legyőzte Garri Kaszparovot, az emberi sakkozás akkori világbajnokát.
A sakkszámítógépek fejlesztése során az első alkalmak egyike volt, amikor lépések kiértékeléséhez összekapcsoltak két processzort.
Kaszparov rosszul viselte a vereségét, különböző indokokat hozott fel a miértekre. A számítógépnek a nyilvánosság előtt nem volt azóta komolyabb szereplése. Az IBM yorktowni épületében áll, ahol kutatási feladatokat végeznek vele, esetenként pedig különböző hírességek elleni sakkjátszmákra használják, mint például Nathan Sharansky izraeli pártvezérrel szemben.
Érdekesség: annak ellenére, hogy a számítógép a személyiségnek egy szikrájával sem rendelkezik, a vállalat hírességi listáján előkelőbb helyen áll, mint az IBM hús-vér vezetői, amivel egy új típusú sztár jelent meg a populáris kultúrában.

## A Deep Blue története
A Kaszparovval lejátszott sakkparti a világ leghíresebb játszmái közé került. Ezt követően a Deep Blue-t jelentősen feljavították – ez lett nem hivatalos „becenevén” a Deeper Blue, ami újra játszott Kaszparovval 1997 májusában és nyert.
A projekt Hszü Feng-Hsziung (kínai:許峰雄, pinjin:Xǔ Fēng Xióng, angol átírás szerint: Feng-hsiung Hsu) IBM munkatárs (a majdani Deep Blue-ról szóló könyvek szerzője) „chip-teszt” elnevezésű kísérleti fejlesztéseként indult a Carnegie Mellon egyetemen, és szintén egy sakkprogram volt. A névadásban nagy szerepe volt a Douglas Adams egyik könyvében szereplő kitalált szuperszámítógépnek, a Deep Thought-nak.
A rendszer játékereje főként az elért nyers (brute force) számítási teljesítményből származik.

Az 1997-es Deep Blue változat egy IBM RS/6000 SP alapú szuperszámítógép: masszív paralel megvalósítású, 30-utas, 30 db RS/6000 processzort és összesen 480 speciális sakk-csipet tartalmazó gép.
Minden processzor maximum 16 csipet tudott vezérelni, 8-8 csipet 2 microchannel csatornán keresztül.
Mindegyik sakk-csip 2-2.5 millió (sakk)állást volt képes kiértékelni egy másodperc alatt, így az egész rendszer maximális teljesítménye kb. 1 milliárd állás/másodperc volt. A rendszer a gyakorlatban átlag 200 millió állás/másodperc sebességet ért el. Maga a sakkozóprogram C nyelven volt írva és AIX operációs rendszer alatt futott.
Az 1997-es játszma idején a keresőalgoritmus 40 lépéspár mélységig jutott el, míg a nem-kiterjesztett keresés 12 lépéspár mélységű volt. Kaszparov becsült 'keresési mélysége' ugyanekkor kb. 10-12 lépéspár volt. Egy érdekes összehasonlítás olvasható a Deep Blue és Kaszparov eltérő stílusáról az IBM oldalain.
1997 júniusában a Deep Blue volt a 259-ik legerősebb szuperszámítógép a TOP500 lista szerint, 11.38 GFLOPS teljesítményt érve el a High-Performance LINPACK teszten.

## Más hasonló programok
Az alább felsorolt programokon kívül számtalan, kifejezetten játékra kifejlesztett szoftver is létezik, melyeknek szintén megvan a maga élvezhetőségi skálájuk.

### A Hydra
A világ legerősebb ilyen testet öltő sakkozó masinája egy Egyesült Arab Emírségek-beli fejlesztés: a Hydra. A legbonyolultabb állásokban is 18 lépést, azaz 9 lépéspárt képes előre számolni (a Deep Blue hatot tudott), ami azt jelenti, hogy egy egyszerűbb, kevesebb bábut felvonultató állásnál képes lehet az összes lehetséges kimenetelt megállapítani.
Michael Adams angol nagymester, aki Lékó Péterrel többek között 2005-ben meccselt, nem sokkal később találkozott a Hydrával. Eredménye 5,5:0,5; oda, a gép nyert. A "Man vs Machine" címmel reklámozott esemény előtt az érdeklődők körében felmérést végeztek, kire tennék a voksukat. Csupán 12% gondolta úgy, hogy az ember győz.

### Deep Fritz
A Deep Fritz, mely azóta több verziót is megért (például X3D Fritz) a holland Frans Morsch vezetésével készítették el, miután az IBM leállt a Deep Blue-val.
Többször is bizonyított Kaszparov és az alternatív világszervezet bajnoka Vishwanathan Anand megverésével. (Lásd)
Kramnyik (szintén világbajnok) a közönséges személyi számítógépen futó sakkprogrammal csapott össze, úgy, hogy a játszma első szakaszában figyelemmel követhette a gép számítási folyamatait. A Fritz10 névre hallgató program 4:2-re győzött úgy, hogy nem vesztett játszmát (forrást lásd bővebben).
2003-ban Kaszparov megint gép ellen játszott, ellenfele neve immár: FritzX3D. Itt érdekességként megemlíthetjük, hogy mivel egyre elterjedtebbé vált az a nézet, hogy a számítógép monitorján olvasott információk kevésbé rögzülnek, nem dolgozza fel őket agyunk olyan mélységben, mint a papírról, vagy akár térbeli sakkfigurákról szerzett adatokat, Kaszparov a monitort nézve speciális szemüveggel (3D-s szemüveg) játszott.
A gép nyert, Kaszparov elemzői azt állítják, hogy a világhírű játékos esetében a hibája lásd az animáció egyszerű "elnézés", ami ha valódi táblán játszik, nem történik meg.

## A sakk- és go-programok
A go játékban a számítógép-tudomány kevésbé eredményes – ennek okát a játék intuitív sajátosságában vélik felfedezni, de az is tény, hogy jóval kevesebb erőfeszítést is tettek a goprogramok fejlesztésére. A sakkszoftverek iránti érdeklődés azért is lehet nagyobb, mert a sakkállásokat könnyebb megfogalmazni a számítástechnika nyelvén.